# CA Bastia
CA Bastia – francuski klub piłkarski z siedzibą w Bastii.

## Historia
Klub został założony w 1920. Nigdy nie grał w najwyższej klasie rozgrywkowej, spędził natomiast jeden sezon na poziomie drugiej ligi, a także cztery sezony na poziomie trzeciej ligi. Po spadku z trzeciej ligi w sezonie 2016/2017 klub połączył się z Borgo FC, tworząc FC Bastia-Borgo.

### Historia występów w drugiej i trzeciej lidze
| Sezon   | Poziom | Liga                 | Miejsce | Uwagi                   |
| ------- | ------ | -------------------- | ------- | ----------------------- |
| 2012/13 | III    | Championnat National | 3.      | awans                   |
| 2013/14 | II     | Ligue 2              | 20.     | spadek                  |
| 2014/15 | III    | Championnat National | 15.     |                         |
| 2015/16 | III    | Championnat National | 13.     |                         |
| 2016/17 | III    | Championnat National | 16.     | spadek fuzja z Borgo FC |

## Reprezentanci kraju grający w klubie
|  | - Mohamed Benyahia - Ben Idrissa Dermé - Boureima Ouattara - Hamado Kassi Ouédraogo - Florent Rouamba - Tony Vairelles - Aboubakary Kanté - Maurice Camara |  | - Sékou Dramé - Lansana Soumah - Ousmane Soumah - Aadil Assana - Salim Moizini - Cheick Doumbia - Djibril Sylla - Dominique Pandor |  | - Oumar Camara - Michaël Bosqui - Sunday Mba - Benjamin Longue - Sada Thioub - Kafoumba Coulibaly - Mamadou Doumbia |